# همسایه‌ها (روزنامه)
همسایه‌ها روزنامه‌ای محلی در خوزستان بود که با عنوان روزنامه صبح خوزستان همسایه‌ها در ۳۰ خرداد با انتشار اولین پیش‌شماره کار خود را آغاز کرد. این روزنامه شامل ۸ صفحه با موضوعات متفاوت بود. همچنین به استناد ماده ۱۳۱ قانون کار اولین فراخوان جهت تأسیس انجمن صنفی شرکت‌های خدماتی اهواز درتیرماه ۱۳۸۱ به صورت آگهی رسمی در روزنامه همسایه‌ها اعلام شده بود. این روزنامه در فهرست نشریات وزارت ارشاد قرار دارد. خبرگزاری‌های معتبر مختلفی از این روزنامه منبع می‌گرفتند. حسین قندی در گفتگویی با روزنامه شرق در رابطه با تحریریه‌های استان‌ها بیان کرده بود که به واسطه او و دو نفر از دوستانش در خوزستان یک تحریریه تربیت شد و روزنامه همسایه‌ها را حرفه‌ای‌ترین نشریه در سطح شهرستان‌ها معرفی کرد. این روزنامه به عنوان رسانه محلی تأثیرگذار که توانست تحول آفرین باشد از سوی منتقدین به همراه روزنامه خراسان در استان خراسان معرفی شدند.

## توقیف و رفع توقیف
روزنامه همسایه‌ها در اسفند ۱۳۸۴ توقیف شد. همزمان با توقیف همسایه‌ها، روزنامه‌های «اقبال»، «آسیا»، «شرق»، «یاس نو»، «وقایع اتفاقیه»، «گزارش» نیز توقیف یا تعطیل شدند
هیئت نظارت بر مطبوعات خوزستان به استناد بندهای چهار و پنج ماده شش قانون مطبوعات، به اتهام ترغیب گروه‌های داخلی و خارجی علیه نظام جمهوری اسلامی؛ در نامه‌ای تعطیلی و توقیف موقت روزنامه محلی همسایه‌ها در خوزستان را به دادگستری کل استان اعلام و پرونده آن را ارسال کرد.

این هیئت در نامه خود با استناد به تبصره ماده ۱۲ قانون مطبوعات خواستار رسیدگی به پرونده روزنامه مورد اشاره شد.
در چهل و پنجمین جلسه از دهمین دوره هیئت نظارت بر مطبوعات خوزستان در۲۴ بهمن گزارش تخلفات روزنامه همسایه‌ها به مدیر مسئولی محمد حزبائی زاده، بررسی و بر اساس ماده شش قانون مطبوعات مصوب ۲۲ اسفند سال ۶۴ و اصلاحات بعدی آن، توقیف موقت این روزنامه مقرر شد.
روزنامه همسایه‌ها چهارمین سال  انتشار خود را سپری می‌کرد و شماره یک هزار و ۴۶ آن در روز پنجشنبه  منتشر شده بود.

### انتقاد انجمن صنفی به توقیف همسایه‌ها
انجمن صنفی روزنامه نگاران ایران دربارهٔ توقیف روزنامه «همسایه‌ها» بیانیه‌ای صادر کرد. در این بیانیه آمده بود: «توقیف موقت روزنامه همسایه‌ها روزنامه محلی استان خوزستان از سوی هیئت نظارت بر مطبوعات فاقد وجاهت قانونی است و انجمن صنفی روزنامه نگاران ایران خواهان رفع توقیف این نشریه و رسیدگی به پرونده آن به روال قانونی است.» در این بیانیه آمده بود «توقیف نشریات به استثنای یک بند از قانون مطبوعات (اهانت به مراجع تقلید) از صلاحیت هیئت نظارت بر مطبوعات خارج بوده و این هیئت برای رسیدگی به تخلفات مطبوعاتی باید از چارچوب‌ها و مقررات موجود در قانون مطبوعات پیروی کند. در ماه‌های اخیر هیئت نظارت بر مطبوعات اقدام به توقیف چند نشریه بدون رعایت مقررات مصرح در قانون مطبوعات کرده است. آخرین نمونه این اقدام توقیف نشریه روزنامه همسایه‌ها است.» در انتهای این بیانیه نیز آمده بود: «انجمن صنفی روزنامه نگاران ایران در این زمینه از ریاست محترم دیوان عدالت اداری می‌خواهد با رسیدگی بر این اقدام هیئت نظارت بر مطبوعات و صدور دستور مقتضی از تکرار اقداماتی از این دست ممانعت کند.»

حزبائی زاده در پاسخ به معاون فرهنگی اداره کل فرهنگ و ارشاد اسلامی خوزستان در خصوص انتشار غیرقانونی این روزنامه گفته بود، طبق قوانین موجود کشور مبنای کار در حوزه مطبوعات قانون مطبوعات است. حزبائی به اسنتناد برخی قوانین توقیف همسایه‌ها را موقت دانست اعلام کرده بود که دادگاه با حضور هیئت منصفه و پس از بررسی‌های مختلف دادگاه به برائت کامل نشریه و مدیر مسئول آن از کلیه اتهامات را در تاریخ ۸/۸/ ۱۳۸۷ صادر کرد. استناد مدیر مسئول همسایه‌ها قانون ۴۴ مطبوعات بود که در این قانون آورده شده 
 هر گاه روزنامه یا نشریه‌ای بر اساس حکم دادگاه از اتهامات تبرئه شود یا محکومیتی برای آن صادر شود که منجر به محرومیت از حقوق اجتماعی نشود، آن نشریه می‌تواند بلافاصله انتشار خود را از سر گیرد
بعد از آن مدیر مسئول این روزنامه در جراید محلی اعلام کرده بود که روزنامه همسایه‌ها بزودی منتشر می‌شود.

### درخواست کارکنان همسایه‌ها از رئیس قوه قضائیه
جمعی از دست‌اندرکاران روزنامه همسایه‌ها طی نامه‌ای از رئیس قوه قضائیه درخواست کردند تا هنگام بررسی پرونده، از این روزنامه رفع توقیف شود. در بخش پایانی این نامه که به امضای ۴۵ نفر از دست‌اندرکاران روزنامه همسایه‌ها رسیده و رونوشت آن در اختیار رسانه‌ها قرار گرفت آمده است: 
 … با یادآوری تاکیدات آن جناب مبنی بر عدم توقیف و تعطیلی نشریات، خواسته ما به عنوان دست‌اندرکاران این نشریه از حضرت عالی، رفع توقیف از روزنامه تا هنگام بررسی پرونده در دادگاه صالح و با حضور قضات و هیئت منصفه‌ای عادل است تا بیش از این خللی در روند اطلاع‌رسانی که از آن به حق به عنوان رکن چهارم دموکراسی نام برده‌اند، پدید نیاید.

### رفع توقیف
ب‍راس‍اس رأی ص‍ادره ازش‍ع‍ب‍ه ۱۶ دادگ‍اه ک‍ی‍ف‍ری استان خوزستان ای‍ن روزن‍ام‍ه از ه‍م‍ه ات‍ه‍ام‍ات وارده ت‍ب‍ریه ش‍د.
روزن‍ام‍ه ه‍م‍س‍ای‍ه‌ه‍ا از خ‍رداد م‍اه س‍ال ۱۳۸۱ ب‍ه م‍دت س‍ه س‍ال م‍ن‍ت‍ش‍ر ش‍د و ط‍ی دوران ف‍ع‍ال‍ی‍ت خ‍ود ۱۰۴۹ ش‍م‍اره را ان‍ت‍ش‍ار داد.